# Groen
Os Verdes (em holandês: Groen) é um partido político ecologista da região flamenga da Bélgica.
O Groen foi fundado em 1982 e, desde de então, se tem afirmado no cenário político da Flandres e da Bélgica, atingindo o ponto máximo em 1999, quando, pela primeira vez, entrou num governo federal belga.
Ideologicamente, o partido coloca-se no centro-esquerda, seguindo uma linha ecológica, ambientalista e social liberal.
O partido, na Flandres, tem uma relação próxima com o Partido Socialista - Diferente, e, o seu partido-irmão francófono é o Ecolo. A nível internacional é membro do Partido Verde Europeu e da Global Verde.

## Resultados eleitorais

### Eleições legislativas

#### Câmara dos Deputados
| Data | Votos   | %          | Deputados | +/- | Status            |
| ---- | ------- | ---------- | --------- | --- | ----------------- |
| 1977 | 2 435   | 0,0 (27.º) | 0 / 212   |     | Extra-parlamentar |
| 1978 | 5 556   | 0,1 (22.º) | 0 / 212   | =   | Extra-parlamentar |
| 1981 | 138 575 | 2,3 (9.º)  | 2 / 212   | 2   | Oposição          |
| 1985 | 226 758 | 3,7 (8.º)  | 4 / 212   | 2   | Oposição          |
| 1987 | 275 437 | 4,5 (8.º)  | 6 / 212   | 2   | Oposição          |
| 1991 | 299 550 | 4,9 (10.º) | 7 / 212   | 1   | Oposição          |
| 1995 | 269 058 | 4,4 (9.º)  | 5 / 150   | 2   | Oposição          |
| 1999 | 434 449 | 7,0 (8.º)  | 9 / 150   | 4   | Governo           |
| 2003 | 162 205 | 2,5 (10.º) | 0 / 150   | 9   | Extra-parlamentar |
| 2007 | 265 828 | 4,0 (10.º) | 4 / 150   | 4   | Oposição          |
| 2010 | 285 989 | 4,4 (10.º) | 5 / 150   | 1   | Oposição          |
| 2014 | 358 947 | 5,3 (7.º)  | 6 / 150   | 1   | Oposição          |

#### Senado
| Data | Votos   | %          | Deputados | +/- |
| ---- | ------- | ---------- | --------- | --- |
| 1977 | 3 270   | 0,1 (19.º) | 0 / 106   |     |
| 1978 | N/D     | N/D        | 0 / 106   | =   |
| 1981 | 121 016 | 2,0 (12.º) | 1 / 106   | 1   |
| 1985 | 229 206 | 3,8 (8.º)  | 2 / 106   | 1   |
| 1987 | 299 049 | 4,9 (8.º)  | 3 / 106   | 1   |
| 1991 | 314 360 | 5,1 (10.º) | 5 / 70    | 2   |
| 1995 | 223 355 | 3,7 (10.º) | 1 / 40    | 4   |
| 1999 | 438 931 | 7,1 (8.º)  | 3 / 40    | 2   |
| 2003 | 161 024 | 2,5 (10.º) | 0 / 40    | 3   |
| 2007 | 241 151 | 3,6 (9.º)  | 1 / 40    | 1   |
| 2010 | 251 546 | 3,9 (10.º) | 1 / 40    | =   |

### Eleições europeias

#### Resultados referentes ao colégio flamengo
| Data | Votos   | %          | Deputados | +/- |
| ---- | ------- | ---------- | --------- | --- |
| 1979 | 77 986  | 2,3 (5.º)  | 0 / 13    |     |
| 1984 | 246 712 | 7,1 (5.º)  | 1 / 13    | 1   |
| 1989 | 446 539 | 12,2 (4.º) | 1 / 13    | =   |
| 1994 | 396 198 | 10,7 (5.º) | 1 / 14    | =   |
| 1999 | 464 042 | 12,0 (6.º) | 2 / 14    | 1   |
| 2004 | 320 874 | 8,0 (5.º)  | 1 / 14    | 1   |
| 2009 | 322 149 | 7,9 (6.º)  | 1 / 13    | =   |
| 2014 | 447 449 | 10,6 (5.º) | 1 / 12    | =   |